# Kayla Wilson
Kayla Wilson (15 de febrero de 2004) es una deportista estadounidense que compite en natación, especialista en el estilo libre. En los Juegos Panamericanos de 2023 obtuvo dos medallas, oro en 4 × 200 m libre y plata en 4 × 100 m libre.

## Palmarés internacional
| Juegos Panamericanos | Juegos Panamericanos | Juegos Panamericanos | Juegos Panamericanos |
| Año                  | Lugar                | Medalla              | Prueba               |
| -------------------- | -------------------- | -------------------- | -------------------- |
| 2023                 | Santiago (Chile)     | Medalla de oro       | 4 × 200 m libre      |
| 2023                 | Santiago (Chile)     | Medalla de plata     | 4 × 100 m libre      |